# Lymeon
Lymeon is een geslacht van insecten uit de familie Ichneumonidae.

## Soorten
- L. acceptus (Cresson, 1874)
- L. adjicialis (Cresson, 1874)
- L. adultus (Cresson, 1874)
- L. affinis (Taschenberg, 1876)
- L. albispina (Cameron, 1911)
- L. alboannulatus (Taschenberg, 1876)
- L. apollinarii (Brethes, 1926)
- L. ariolator (Linnaeus, 1758)
- L. atrator Kasparyan & Ruiz-Cancino, 2004
- L. bicinctus (Cresson, 1865)
- L. bifasciator (Thunberg, 1822)
- L. bifasciatus (Szepligeti, 1916)
- L. brasiliensis (Brethes, 1927)
- L. caney Tzankov & Alayo, 1974
- L. cinctipes (Cameron, 1911)
- L. cinctiventris (Cushman, 1929)
- L. clavatorius (Fabricius, 1804)
- L. cratodontus (Cameron, 1911)
- L. curtispinus (Cameron, 1911)
- L. dieloceri (Costa Lima, 1937)
- L. fasciatiipennis (Cameron, 1911)
- L. fasciipennis (Brulle, 1846)
- L. flavovariegatus (Cameron, 1886)
- L. fuscipennis (Brulle, 1846)
- L. gracilipes (Brues & Richardson, 1913)
- L. guyanaensis (Cameron, 1911)
- L. haemorrhoidalis (Taschenberg, 1876)
- L. imbecillis (Cresson, 1868)
- L. imitatorius (Fabricius, 1804)
- L. ingenuus (Cresson, 1874)
- L. interruptus (Cameron, 1911)
- L. junctus (Cresson, 1874)
- L. lassatus (Cresson, 1874)
- L. lepidus (Brulle, 1846)
- L. maculipes (Cameron, 1904)
- L. mandibularis Kasparyan & Ruiz-Cancino, 2004
- L. mexicanus (Cameron, 1886)
- L. mimeticus Tzankov & Alayo, 1974
- L. minutus Kasparyan & Ruiz-Cancino, 2008
- L. montanus Tzankov & Alayo, 1974
- L. moratus (Cresson, 1874)
- L. nasutus (Pratt, 1945)
- L. nigriceps (Szepligeti, 1916)
- L. nigromaculatus (Taschenberg, 1876)
- L. novatus (Cresson, 1874)
- L. orbus (Say, 1835)
- L. ornatipennis (Cameron, 1911)
- L. ovivorus (Hancock, 1926)
- L. patruelis (Cresson, 1874)
- L. photopsis (Viereck, 1913)
- L. pilosus (Taschenberg, 1876)
- L. pleuralis (Szepligeti, 1916)
- L. praedator (Fabricius, 1804)
- L. pulcratorius (Thunberg, 1822)
- L. pulcher (Dalla Torre, 1902)
- L. rufatus Kasparyan & Ruiz-Cancino, 2004
- L. ruficeps (Szepligeti, 1916)
- L. rufinotum Kasparyan & Ruiz-Cancino, 2004
- L. rufipes (Szepligeti, 1916)
- L. rufithorax (Cameron, 1886)
- L. rufiventris (Brulle, 1846)
- L. rufoalbus Kasparyan & Ruiz-Cancino, 2004
- L. rufoniger Kasparyan & Ruiz-Cancino, 2004
- L. rufotibialis Kasparyan & Ruiz-Cancino, 2004
- L. sanguineus (Taschenberg, 1876)
- L. setosus (Szepligeti, 1916)
- L. sexlineatus (Cameron, 1886)
- L. striatus (Brulle, 1846)
- L. subflavescens (Cresson, 1865)
- L. sulsus (Cresson, 1874)
- L. tantillus (Cresson, 1874)
- L. tarsalis (Szepligeti, 1916)
- L. tinctipennis Kasparyan & Ruiz-Cancino, 2004
- L. tobiasi Kasparyan, 2004
- L. transilis (Cresson, 1874)
- L. tricolor (Brulle, 1846)
- L. tricoloripes Kasparyan & Ruiz-Cancino, 2004
- L. trifasciatellus (Dalla Torre, 1902)
- L. tuheitensis (Brues & Richardson, 1913)
- L. utilis (Szepligeti, 1916)
- L. variicoxa (Szepligeti, 1916)
- L. xanthogaster (Brulle, 1846)
- L. yanegai Kasparyan, 2004